# Костел Іоанна Хрестителя (Дубровиця)
Костел Іоанна Хрестителя — римо-католицький храм і найстаріша архітектурна пам'ятка міста Дубровиця Рівненської області, Україна. Пам'ятка архітектури національного значення, охоронний № 1497.

## Історія

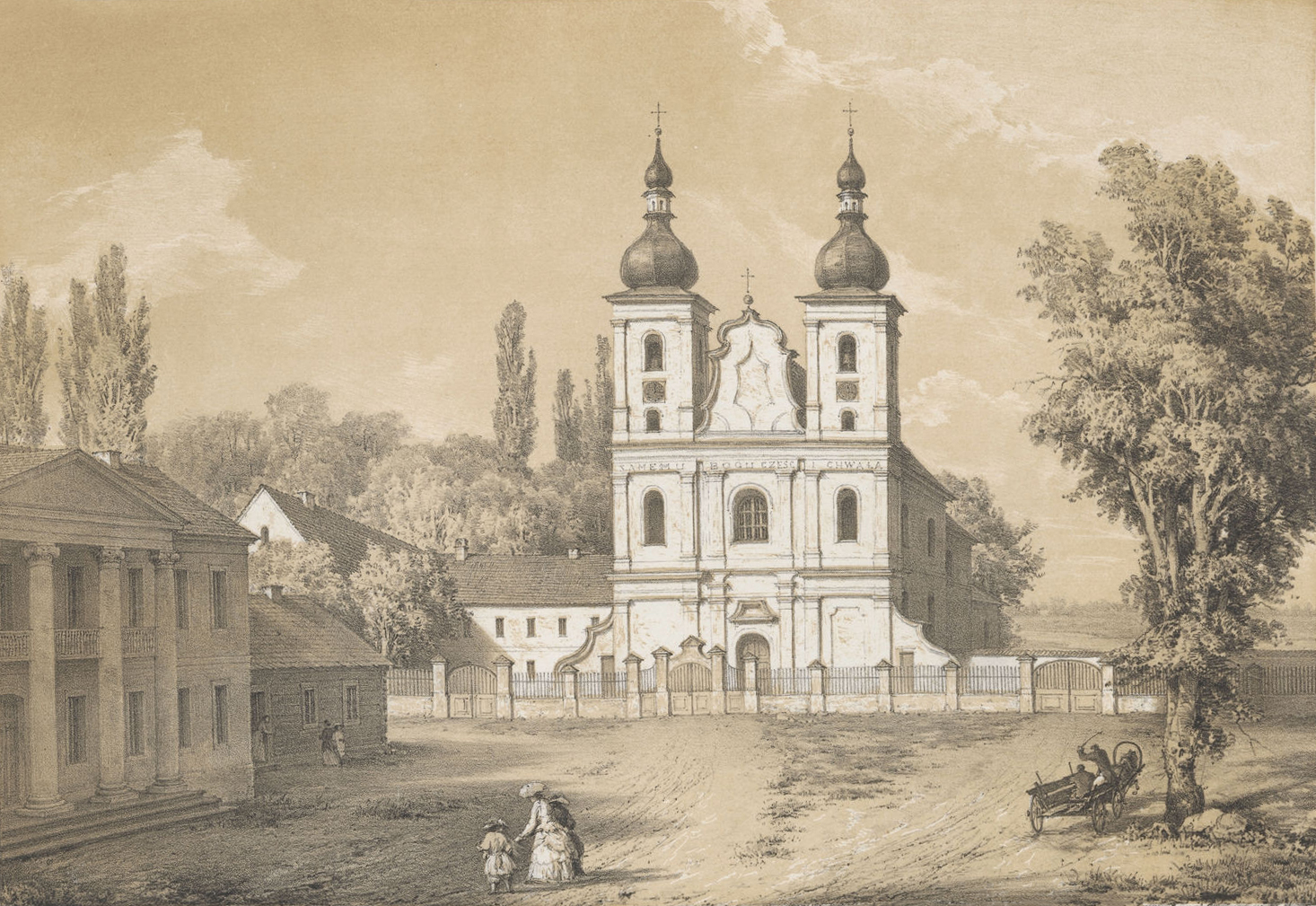
Наполеон Орда. «Костел Іоанна Хрестителя», 1870 рік

Перший дерев'яний костел споруджений у 1684 році для ордену піарів коштом Яна Кароля Дольського, який виділив для цього 33 тис. злотих. У 1709 році його спалили шведи, які поверталися після Полтавської битви. У 1695—1742 роках за підтримки ректора польського Університету мистецтв Казимира Пнєвського відбудовано у стилі рококо вже мурований костел з вівтарем на схід, який став кляштором піарів. Відкритий храм був ще в 1702 році. У 1742 році костел консекрував єпископ Франциск Кобельський. З 1767 року на міському кладовищі існувала цегляна каплиця, зруйнована після 1945 року за невідомих обставин.
Крім фінансової підтримки, Ян Кароль Дольський передав Дубровицькому монастирю піарів велику частину своїх володінь. Так само вчинили графи Плятери, пани Вжосиловські та Ключевський. Марта Нарушевичева заповіла монастиреві 20 тис. злотих. Скарбник київський В. Прушеневський передав 50 тис. злотих. У 1736 році засновано Литовську провінцію піарів, до якої став належати монастир у Дубровиці.
Після Листопадового повстання 1830—1831 років почався період репресій з боку російської влади. Після зборів колегіуму піарів у 1832 році костел змінено на парафіяльний. У тому ж 1832 році монастир і школа ордену піарів ліквідовані царською владою, храм перейшов до дієцезійного духовенства. Ректора та віцеректора колегіуму було засуджено до заслання в Сибір, проте їм вдалося втекти. Згідно зі звітом з книги записів парафіян за 1860 рік, у парафії Домбровицького римо-католицького костелу значилося 449 осіб (240 чоловіків і 209 жінок).
У 1938 році Домбровицька римо-католицька парафія налічувала 1045 вірян. До неї тоді були приписані населені пункти: Домбровиця, Антонин, Берестя, Бережки, Біла, Білятичі, Більськ, Бірки, Бродниця, Бродець, Буда, Бутове, Бутів Бродницький, Вермечка, Вичівка, Велюнь, Вонячівка, Воробин, Ворсинськ, Вигон, Висоцьк, Гать, Грицьки, Дукарів, Жадень, Загребля, Закжиці, Залішани, Залужжя, Заморочення, Заруче, Заріччя, Золоте, Іст, Кадлубек, Кам'яне Поле, Карасин, Каравиця, Колки, Кожисць, Косяк, Крупове, Кривиця, Літвиця, Любиковичі, Людинь, Лютинськ, Маклаво, Мар'янівка, Маслопуща, Миляч, Мочулище, Мостки, Нивецьк, Озерськ, Озерський хутір, Озера, Охличі, Орли, Орв'яниця, Острівці, Ошкела, Пасіка, Піщаниця, П'ята, Подублище, Погоня, Поледо, Порубка, Працюки, Правосудівка, Прибій, Пурня, Рівчаки, Рудня, Річиця, Садівна, Селець, Смолярня, Сохи, Софіївка, Стрільськ, Удрицьк, Угол, Угол Білятицький, Узлісся, Хилін, Хомец, Хочин, Цегельня, Чорновирка, Шахи, Ясенець, Яцулі.
У 1945 році радянська влада закрила костел. За радянських часів знищено вітраж храму, орган розібрали й вивезли у невідомому напрямку, а цінні ікони й церковне приладдя розікрали. Храм був перефарбований з білого в червоний колір і на його базі створений промисловий склад.
У 1990—1991 роках храм відремонтовано державним коштом під керівництвом Рівненського обласного архітектурного відділу. Початково був намір створити у ньому будинок культури. 23 липня 1992 року римо-католицька парафія була повторно офіційно зареєстрована. Тоді ж їй було передано у використання костел. У листопаді 1992 року костел консекровано єпископом Маркіяном Трофим'яком. Ще одну реставрацію було проведено у вересні-листопаді 1999 року за ініціативи Центру Польського Культурного Спадку за межами країни.
Згідно з розпорядженням Кабінету Міністрів України від 8.10.2004 р. № 723-р про «План з підготовки та відзначення 1000-річчя заснування м. Дубровиці Рівненської області на 2005 рік» з державного бюджету планувалося виділити 1 000 000 грн. на реставрацію церкви Різдва Богородиці та костелу Іоанна Хрестителя.
Нині костел Іоанна Хрестителя підпорядковується Луцькій дієцезії Римсько-католицької церкви. Богослужіння в храмі проводяться щонеділі українською мовою. Храм обслуговують отці паллотини, які приїжджають для служби зі Сарн. Станом на 2011 рік орієнтовна кількість парафіян становила 15 осіб.

### Дубровицький колегіум піарів
У XVII—XIX століттях при Дубровицькому монастирі піарів функціонував колегіум цього ордену, споруджений в 1695 році. Тривалий час школою опікувалися власники Дубровиці, графи Плятери. Серед вихованців Дубровицької школи піарів були польські поети Лукаш Голембіовський, Алоїз Фелінський, Ципріан Годебський та філософи Аніол Довгірд, Казимир Нарбут. При колегіумі існував шкільний ботанічний сад. Основою колекції саду був список рослин зі 119 видів, що зростали в оранжереї, та 53 видів, які зростали в теплицях Дубровицького монастиря. Після ліквідації школи в 1832 році оранжерея і теплиці залишилися без догляду, тому рослини передали до Київського палацового саду. Велику частку становили види, які походять з Капського флористичного царства, у чому й полягає унікальність цієї колекції. Багато видів цієї флори мають локальне поширення і є рідкісними.

## Архітектура та внутрішнє оздоблення
Костел побудовано у стилі рококо. У минулому підлога храму була оздоблена керамічними кахлями, які були покладені за допомогою технології фіксації вапняним розчином, гашеним сирими яйцями. Найціннішим об'єктом інтер'єру є вінець та вітраж, виготовлений на замовлення у Венеції.
Є трьохнавною базилікою з двома вежами, що височіють над бічними розчленовуваннями нартексу. У плані вежі двоярусні, квадратні, завершені бароковими кулястими ребристими верхами. Чітку двоярусну схему має головний фасад, кожен ярус розчленований пілястрами. По центральній осі споруди розташований високий фронтон, який ефектно контрастує зі стриманими формами веж. Внутрішнім стовпам відповідають пілястри бічних фасадів. Середні та бічні нави перекриті хрестовими склепіннями. Інтер'єр відрізняється глибинним розкриттям внутрішнього простору, був пишно оброблений декоративною пластикою.
З декількох ікон, створених членом ордену піарів Лукашем Хублем у костелі, уцілів лише образ святого Іоанна Хрестителя на головному вівтарі. За інформацією професора Польського університету мистецтв Р. Бриковського, образ зображує хрещення Ісуса Христа в Йордані, і написаний технікою фрески з олійними фарбами. Розміри образу: 4,65 х 1,97 у прямокутнику, що розташований на висоті 5 м над вівтарем.

## Галерея

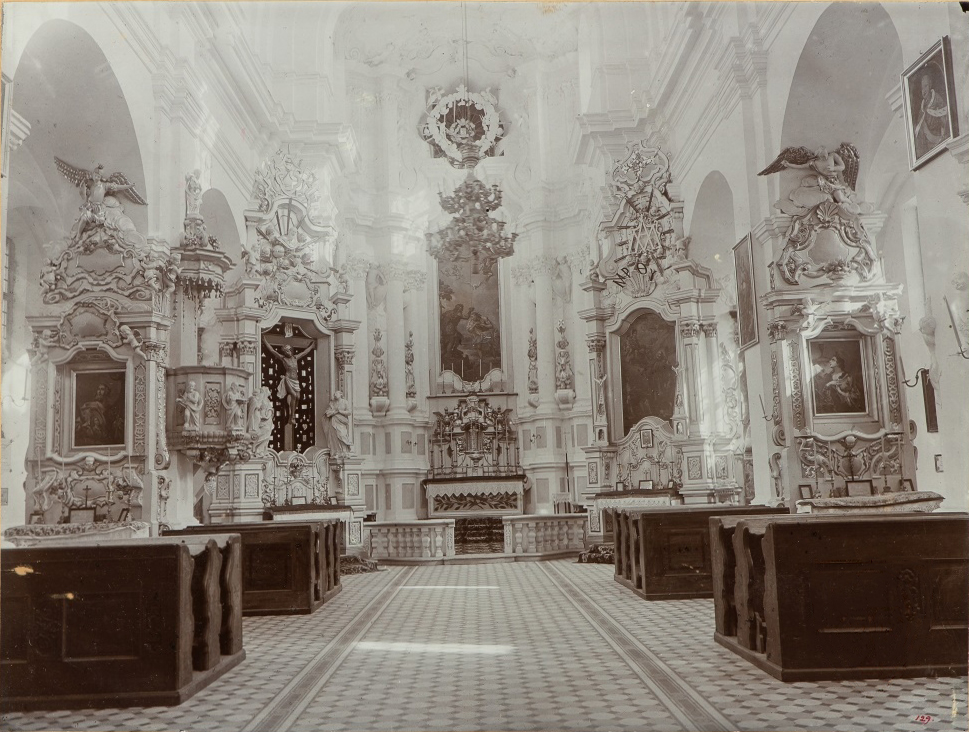
Інтер'єр, до 1915 року
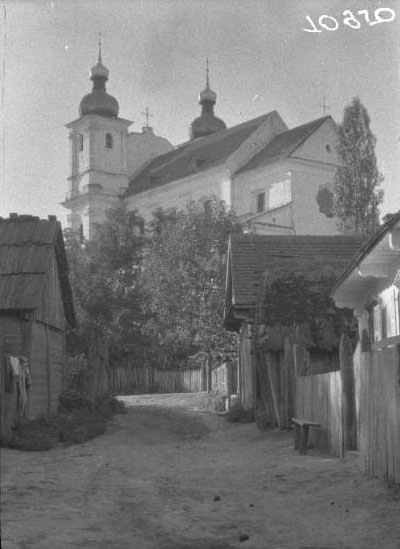
Вулиця і костел, 1929 рік
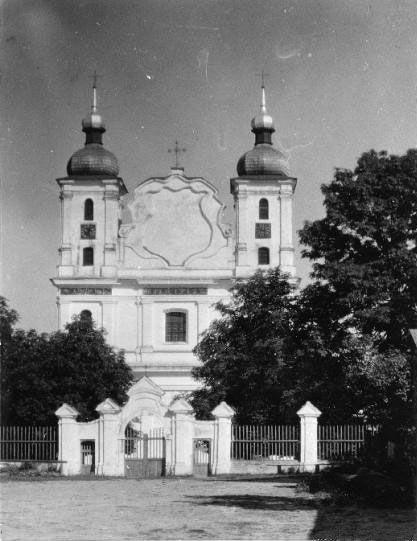
Костел, 1929 рік
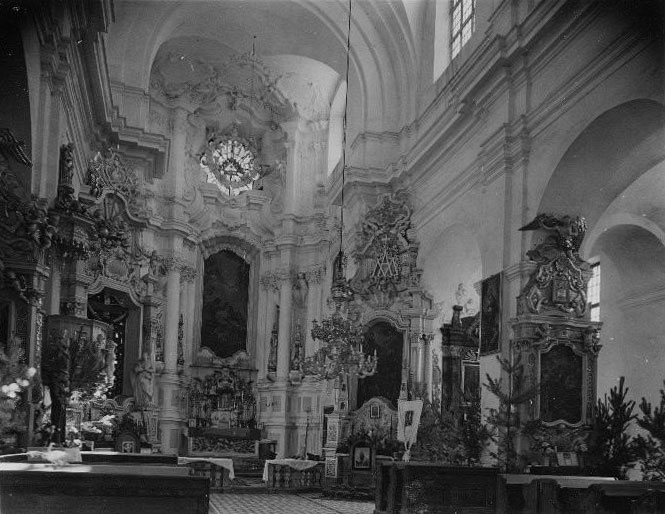
Інтер'єр, 1929 рік
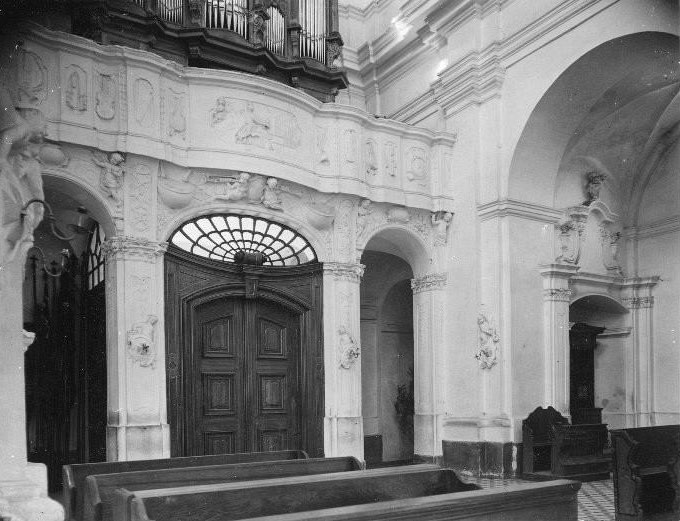
Інтер'єр, 1929 рік
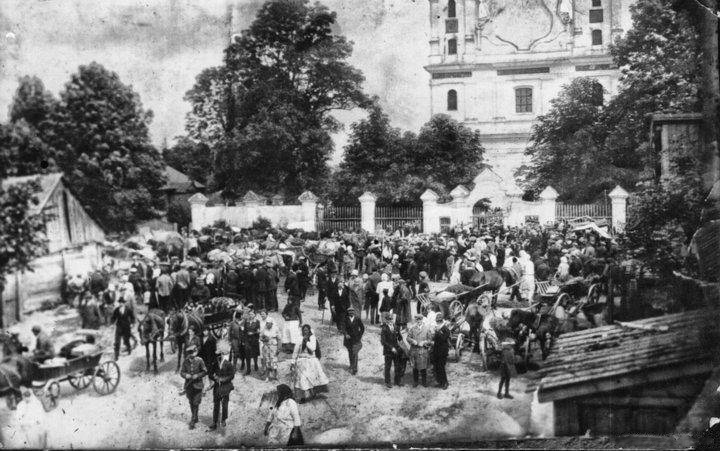
Площа Ринок перед костелом, до 1930 року
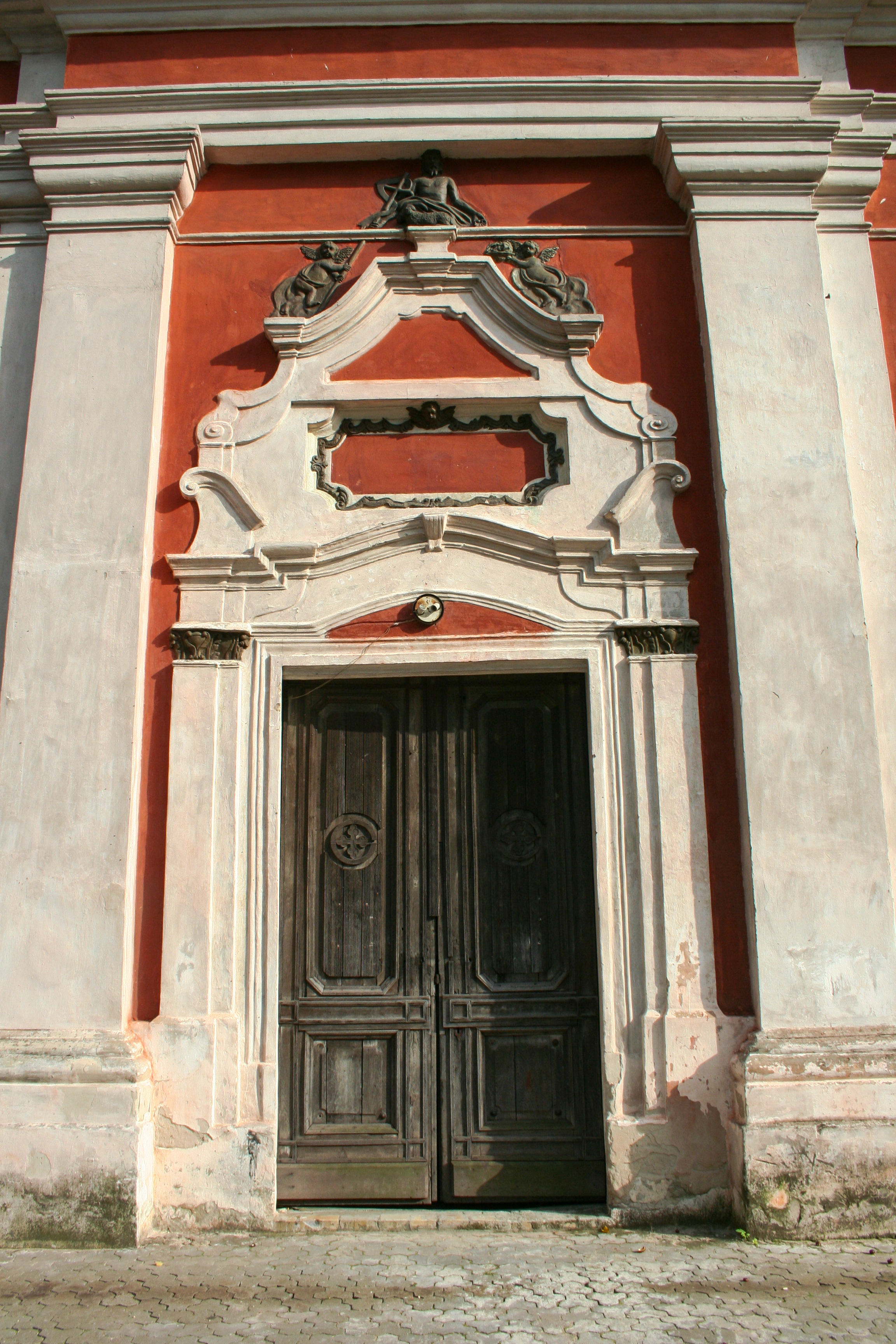
Вхід до костелу, 2005 рік
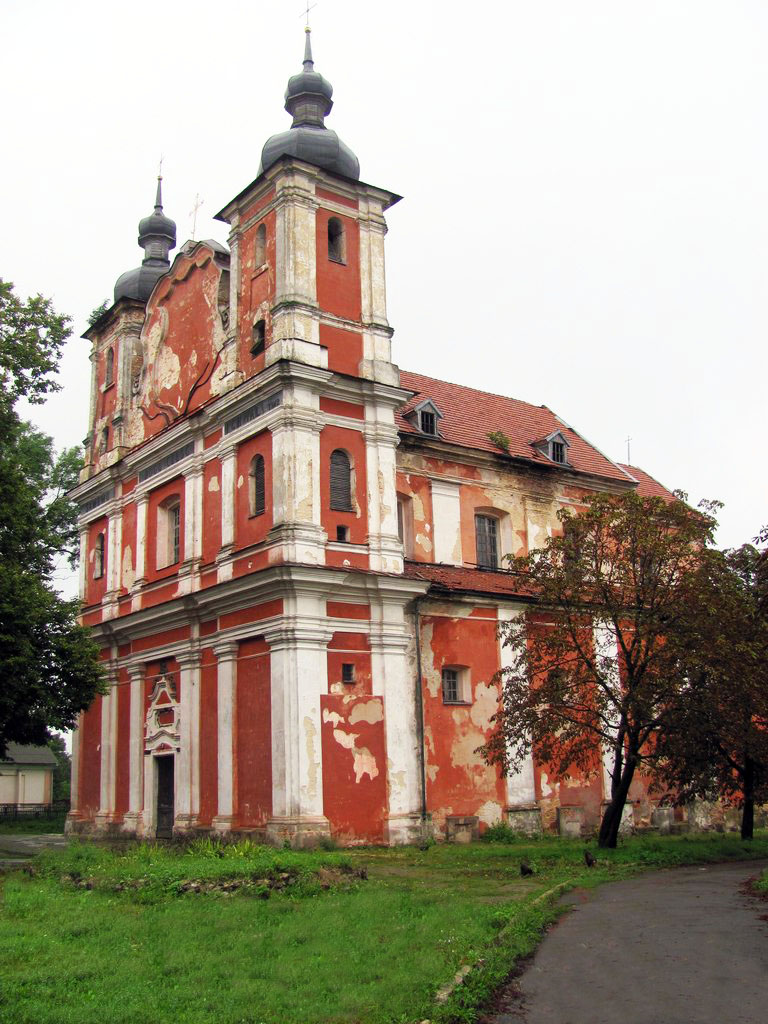
Костел, 2013 рік